# General Treviño
General Treviño è un comune del Messico, situato nello stato di Nuevo León, il cui capoluogo è la località omonima.